# 神埼市立千代田中学校
神埼市立千代田中学校（かんざきしりつ ちよだちゅうがっこう）は、佐賀県神埼市千代田町直鳥にある市立の中学校。

## 概要
歴史
1968年（昭和33年）創立。当時の神埼郡千代田村にあった村立中学校3校（中部・東部・西部）の統合により誕生した。現校名になったのは2006年（平成18年）。2023年（令和5年）に創立55周年を迎えた。
校訓
「自立、鍛錬、友愛」
校章
中央に「中」の文字を配している。
校歌
作詞は中島哀浪、作曲は陶山聡による。歌詞は3番まであり、2番の歌詞中に「千代田」が登場する。
校区
神埼市千代田町全域。小学校区は神埼市立千代田中部小学校、神埼市立千代田東部小学校、神埼市立千代田西部小学校。

## 沿革
統合前
- 1947年（昭和22年）4月1日 - 学制改革により、新制中学校 3校が創立。
  - 「城田村立城田中学校」が城田村立城田小学校に併設される。
  - 「千歳村立千歳中学校」が千歳村立千歳小学校に併設される。
  - 「境野村立境野中学校」が境野村立境野小学校に併設される。
- 1955年（昭和30年）4月1日 -　城田村、千歳村、境野村および蓮池町東部4地区の合併により、千代田村が発足。
  - 城田中学校が「千代田村立千代田中部中学校」に改称。
  - 千歳中学校が「千代田村立千代田東部中学校」に改称。
  - 境野中学校が「千代田村立千代田西部中学校」に改称。
- 1958年（昭和33年）3月31日 - 統合のため、以上の3校が閉校。

統合後
- 1958年（昭和33年）4月1日 - 以上の中学校3を統合の上、「千代田村立千代田中学校」が開校。
  - ただし、統合校舎が完成するまでの間、旧3校の校舎は「中校舎、東校舎、西校舎」として存続。
- 1959年（昭和34年）- 年度中に統合校舎（第一期・第二期）が完成。
- 1960年（昭和35年）- 統合校舎の完成により、旧3中学校の中校舎・東校舎・西校舎を廃止し、それぞれの小学校に移管。
- 1961年（昭和36年）- 統合校舎（第三期）の完成により、北校舎を廃止し、千代田中部小学校に移管。
- 1962年（昭和37年）- 体育館が完成。
- 1963年（昭和38年）- 技術科教室が完成。
- 1965年（昭和40年）4月1日 - 町制施行により、「千代田町立千代田中学校」に改称。
- 1966年（昭和41年）- 武道館が完成。
- 1969年（昭和44年）- 運動場を拡張。
- 1972年（昭和47年）- 中庭を造園。
- 1977年（昭和52年）4月 - 三田川町からの委託が終了し、同町の田中地区の生徒が三田川町立三田川中学校へ転出。
- 1984年（昭和59年）- 防音校舎（第一期）改築工事が完成。
- 1985年（昭和60年）- 防音校舎（第二期）改築工事が完成。
- 1986年（昭和61年）- 新校舎が完成。
- 1987年（昭和62年）- 柔道場が完成。
- 1991年（平成3年）- 講堂、自立の庭が完成。　校訓「自立・鍛錬・友愛」を制定。
- 2000年（平成12年）- プールを改修。
- 2002年（平成14年）- 運動場を改修。
- 2006年（平成18年）3月20日 - 町村合併により、「神埼市立千代田中学校」（現校名）に改称。

## 交通
最寄りの鉄道駅
- JR九州 長崎本線「神埼駅」、「伊賀屋駅」

最寄りの幹線道路
- 国道264号

## 周辺
- 神埼市役所 千代田総合支所（旧・千代田町役場）
- 神埼市千代田文化会館はんぎーホール
- 神埼市千代田町保健センター
- 千代田町福祉センター
- 神埼市立千代田中部小学校
- 城原川